# 927 Ratisbona
927 Ratisbona eller 1920 GO är en asteroid i huvudbältet, som upptäcktes 16 februari 1920 av den tyske astronomen Max Wolf. Ratisbona är det latinska namnet för den tyska staden Regensburg.
Asteroiden har en diameter på ungefär 75 kilometer.